# سینه‌سرخ آبی نیلگیری
سینه‌سرخ آبی نیلگیری (نام علمی: Myiomela major) نام یک گونه از تیره مگس‌گیران است.